# كيث ويلسون
كيث ويلسون (26 أغسطس 1894 في المملكة المتحدة - 8 نوفمبر 1977) (بالإنجليزية: Keith Wilson)‏ هو لاعب كريكت بريطاني (وحمل سابقاً جنسية المملكة المتحدة لبريطانيا العظمى وأيرلندا). لعب مع نادي مقاطعة ساسكس للكركيت ‏.

## وصلات خارجية
- كيث ويلسون على موقع إي آس بي آن كريك إنفو (الإنجليزية)